# Leonard Dickson
Leonard Dickson (anglès: Leonard Eugene Dickson)  (Independence, 22 de gener de 1874 - Harlingen, 17 de gener de 1954) va ser un matemàtic texà, professor de la universitat de Chicago.

## Vida i obra
Tot i que nascut a Iowa, la família es va traslladar a Cleburne (Texas) on va passar la seva infància i tota la vida es va sentir un texà. Va estudiar, sota la influència de George Bruce Halsted, a la universitat de Texas en la qual es va graduar el 1893 i va obtenir el màster el 1894. El dos anys següents va estudiar a la universitat de Chicago, arribant a ser el primer doctorat en matemàtiques d'aquesta universitat sota la direcció d'Eliakim Hastings Moore el 1896. El curs següent (1896-97) va ampliar estudis amb Sophus Lie a la universitat de Leipzig i amb Camille Jordan a la universitat de París.
El 1900, després d'haver estat un curs com a docent a cadascuna de les universitats de Berkeley i Texas, va retornar com a professor a la universitat de Chicago en la qual va fer tota la seva carrera acadèmica fins que es va jubilar el 1939. En jubilar-se, va retornar a Cleburne i va interrompre totalment les seves recerques, dedicant-se exclusivament a les seves aficions: el bridge, el tenis i el billar.
Dickson va ser un prolífic investigador i escriptor: 18 llibres i prop de 300 articles a revistes científiques ho acrediten. A més, va dirigir 67 tesis doctorals, va ser editor de les revistes American Mathematical Monthly i Transactions of the American Mathematical Society i va ser president d'aquesta societat el bienni 1916-1918.
El seu deixeble Abraham Adrian Albert va editar les seves obres escollides en sis volums el 1975 i 1983.
La obra de Dickson es va centrar en el camp de la teoria de nombres, essent els seus llibres més reconeguts History of the Theory of Numbers (tres volums: 1919, 1920 i 1923) i Algebren und ihre zahlentheorie (Àlgebres i les seves teories de nombres) (en alemany, 1927; versió revisada d'un llibre anterior, Algebras and Their Arithmetics, 1923).